# Heinz-Martin Hadeball
Heinz-Martin Hadeball, nemški častnik, vojaški pilot in letalski as, * 22. april 1921, † 13. januar 1996.
Med drugo svetovno vojno je dosegel 33 zračnih zmag.
Na pogrebu Helmuta Lenta je bil eden od šestih članov častne straže, ki so jo sestavljali letalski asi in nosilci viteškega križca železnega križca: Oberstleutnant Günther Radusch, Oberstleutnant Hans-Joachim Jabs, Major Rudolf Schoenert, Hauptmann Heinz Strüning, Hauptmann Heinz-Martin Hadeball in Hauptmann Paul Zorner.

## Odlikovanja
- Železni križec II. in I. razreda
- Nemški križec v zlatu
- Viteški križec železnega križca (27. julij 1944)[3]